# マカッサル
マカッサル（インドネシア語: Kota Makassar）は、インドネシアの都市。旧名はウジュン・パンダン（Ujung Pandang）。スラウェシ島の南部に位置し、南スラウェシ州の州都である。
ゴワ＝タッロ（マカッサル）王国時代の17世紀前半から後半にかけては、交易中継港として大いに栄えた。現在は人口が約134万人でインドネシア7番目の大きさである。また、東インドネシア地域の中心的な都市でもある。元々、都市の名前はマカッサルであるが、1971年にウジュン・パンダンに改名され、1999年に元の名前に戻された。

## 経済
街は南スラウェシの主要な港で、定期的な国内および国際的な輸送路を有している。 定期的な長距離配送のためのピニシ船 (Pinisi boat) を呼ぶ重要港として国内では知られている。
植民地時代、街は大量に輸出されていた整髪用のマカッサル油で有名であった。 マカッサルコクタンは柔らかい黒の色相であり、黄褐色あるいは茶色の基調に輝き、精巧なキャビネットやベニア板を作成するために非常に珍重されている。

## 交通
ハサヌディン国際空港がある。

## 歴史
香辛料貿易はスラウェシ島の歴史を大きく左右した。豊かな貿易を支配する為に、植民地になる以前から現地人同士や外国相手に何度も戦争が起きた。この地方産の香辛料は西洋で大きな価値が有ったのだ。スラウェシ島南部の歴史は13世紀～14世紀まで遡る事が出来る。

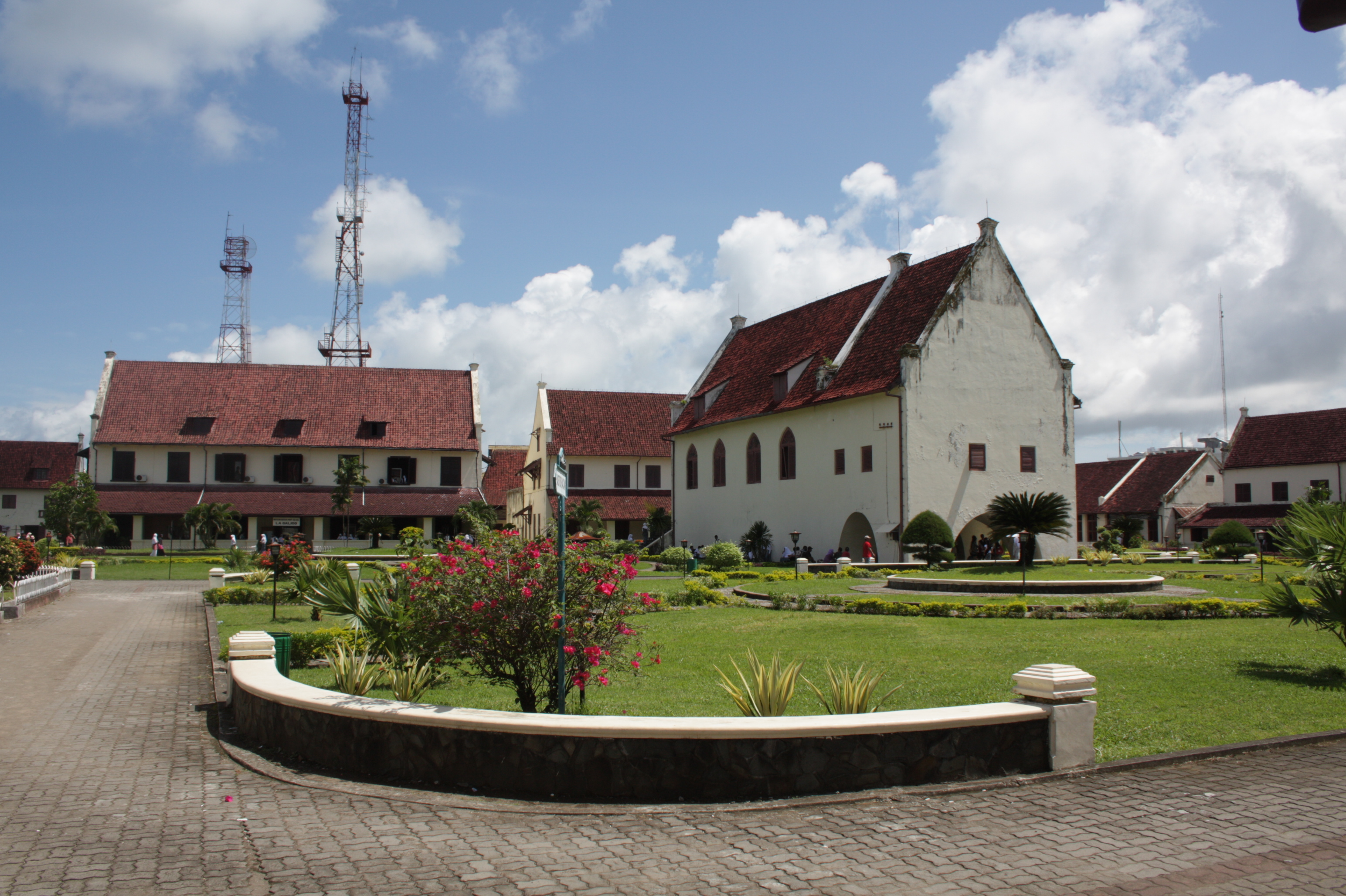
ロッテルダム要塞、2010年

16世紀初め、マカッサルはインドネシア東部を代表する貿易の中心で、東南アジア島嶼部で最も大きい都市の1つになった。マカッサルの王は、全ての街の訪問者が商売を行う権利を主張し、自由貿易の政策を維持した。その結果イスラム教が支配的になったが、他のキリスト教等を信じる者も貿易は出来た。またオランダがこの街において専売会社を設立する試みを阻止した。これらの魅力が、マカッサルが香辛料諸島での貿易において、遠方から来るヨーロッパ人やアラブ人の商人の価値の有る拠点として、またマレー人の働き場として重要な中心地となった。

1511年、マカッサルに居住した最初のヨーロッパ人はポルトガルの船員であった。マカッサルは中国人やアラブ人、インド人、タイ人、ジャワ人、マレー人が金属製品や織物、真珠、金、銅、樟脳、香辛料を交易する繁栄した国際的な貿易港だった。強大なゴワ王国の下、16世紀までにマカッサルはスラウェシ島の主要港となった。ゴワ王国は11の要塞を持ち、海岸に沿って海を要塞化した。

ポルトガルの支配者はこの都市を「Macáçar」と呼んだ。
17世紀前半、オランダの登場によって事態は激変した。
1667年、オランダはポルトガルに取って代わり、マカッサルを植民地にした。彼らの第一の目標は、香辛料貿易で覇権を握る事だった。その為にまずマカッサルの要塞を奪い、再建しロッテルダム要塞と名付けた。この要塞を用い、オランダはゴワ王国の要塞を破壊した。当時ゴワ王はマカッサル郊外に強制的に住まわされていた。
1825年～1830年のジャワ戦争の後、ディポヌゴロは1855年に死ぬまでロッテルダム要塞で暮らした。

古い貿易都市は城壁で囲まれ、Vlaardingenとなった。オランダ支配を嫌ったアラブ人やマレー人、仏教徒、中国人も、城壁の外での貿易に戻って来た。

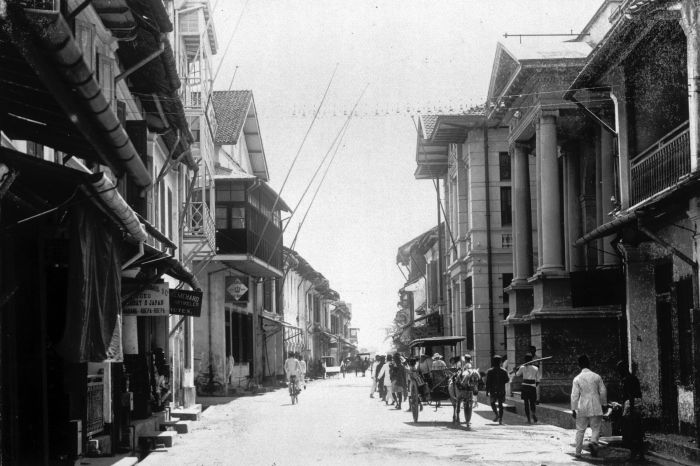
20世紀前半の市場通り。左には日本風の家屋が見える。

町は再びコプラやトウ、真珠、海鼠、香木、バド油等の東インドネシアの商品が集まる場所になった。オランダは海岸を支配していたが、南部内陸の支配者達を圧倒するようになるのは20世紀前半の事だった。同時期、オランダ人宣教師が多くのトラジャ族をキリスト教に改宗させた。
1938年には、マカッサルの人口は8.4万人に達した。ジョゼフ・コンラッドは「香辛料諸島の中で、最も小さく、恐らく最も清潔な町である」と述べた。
第二次世界大戦では、マカッサルはM. Vooren大佐率いる王立オランダ領東インド軍約1000人が防衛した。彼は海岸は守り切れないので、内陸でゲリラ戦を選択した。
1942年2月9日、日本軍がマカッサル近くに上陸した。オランダ軍は撤退したが、すぐに捕捉され日本軍の捕虜になった。同年８月には東南アジアにおける海軍占領地の軍政を司る機関として南西方面海軍民政府がマカッサルに開庁し、岡田文秀、山崎巌、三橋孝一郎が歴代長官として駐在した。
1950年のインドネシア独立戦争の後、マカッサル暴動が起きた。

1950年代、人口増加に伴い歴史的建築は近代建築に置き換わり、現在では見付けにくくなってしまった。

## 教育
ハサヌディン大学

## 姉妹都市
- バンジャルマシン、インドネシア
- サマリンダ、インドネシア
- クアラトレンガヌ、マレーシア
- リズモー、オーストラリア
- ウェリントン、ニュージーランド
- 函館市、日本
- 青島市、中国
- ペシャーワル、パキスタン
- アデン、イエメン
- コンスタンツァ、ルーマニア
- モービル、アメリカ合衆国